# Dead Pixels
Dead Pixels ist eine britische Fernseh-Sitcom, die am 28. März 2019 in Großbritannien und am 9. April 2021 in Deutschland auf ZDFneo erstausgestrahlt wurde.
Sie handelt von den drei Freunden Meg, Nicky und Usman, die nach dem fiktiven Mehrspieler-Online-Rollenspiel (MMORPG) Kingdom Scrolls süchtig sind.

## Besetzung

### Hauptfiguren
| Schauspieler      | Rolle                   | Synchronsprecher |
| Alexa Davies      | Megan „Meg“ Jefferies   | Maresa Sedlmeir  |
| Will Merrick      | Nicholas „Nicky“ Kettle | Tim Schwarzmaier |
| Charlotte Ritchie | Alison                  | Marcia von Rebay |
| Sargon Yelda      | Usman                   | Manou Lubowski   |
| David Mumeni      | Russell                 | Julian Manuel    |

## Episodenliste

### Staffelliste
| Staffel | Folgen | Folgen | Erstausstrahlung | Erstausstrahlung |
| Staffel | Folgen | Folgen | GB               | DE               |
| ------- | ------ | ------ | ---------------- | ---------------- |
| 1       | 6      | 6      | 28. März 2019    | 9. April 2021    |
| 2       | 6      | 6      | 26. Januar 2021  | 10. April 2021   |

### Staffel 1
| Nr.(Gesamt) | Nr. (Staffel) | Titel                                 | Regie       | Drehbuch  | Erstausstrahlung (GB) | Erstausstrahlung (DE) |
| --- | ------------- | ------------------------------------- | ----------- | --------- | --------------------- | --------------------- |
| 1 | 1             | Tötet den Noob! (Bears)               | Al Campbell | Jon Brown | 28. März 2019         | 9. April 2021         |
| Die WG-Bewohner Meg und Nicky bilden mit dem Piloten Usman seit Jahren ein Computerspieler-Team und sind vom Online-Rollenspiel Kingdom Scrolls abhängig. Meg und Nicky spielen auch an ihren Büro-Arbeitsplätzen, während Usman vom Sofa aus seine hilfsbedürftigen Familienmitglieder vertröstet. Die WG-Mitbewohnerin Alison dagegen ist fest in der realen Welt verwurzelt. Der Neuling Russell, der attraktive neue Arbeitskollege von Meg, versucht, sich der Gruppe anzuschließen. Als Russell seine Spielfigur mit vielen wertvollen Einkäufen ausstattet, beschließt das Trio dessen virtuelle Ermordung und Beraubung. |               |                                       |             |           |                       |                       |
| 2 | 2             | Wenn Vince winselt (Tanadaal)         | Al Campbell | Jon Brown | 4. April 2019         | 9. April 2021         |
| Das Trio wird durch die Ankündigung des Castings für den Kingdom-Scrolls-Film in Aufruhr versetzt. Gemeinsam protestieren sie online gegen die Schauspieler-Auswahl. Dann gilt es auch noch, Russell wegen seiner versehentlichen Einladung eines 14-jährigen Spielers im „Real Life“ aufzuziehen. |               |                                       |             |           |                       |                       |
| 3 | 3             | Nerdhochzeit (Betrothal)              | Al Campbell | Jon Brown | 11. April 2019        | 10. April 2021        |
| Nickys Vorschlag an Meg, virtuell im Spiel zu heiraten, um mehr Erfahrungspunkte zu gewinnen, erschwert ihre Beziehung im wirklichen Leben. |               |                                       |             |           |                       |                       |
| 4 | 4             | Stream dich reich! (Big Nose)         | Al Campbell | Jon Brown | 18. April 2019        | 10. April 2021        |
| Der Tod eines hochkarätigen Kingdom-Scrolls-Livestreamers wirkt sich unterschiedlich auf die Gruppe aus. Meg startet eine eigene „Karriere“ als Livestreamerin, während Nicky sich mehr und mehr zurückzieht. Anlässlich einer Party ihrer Mitbewohnerin Alison überdenken beide ihre Situation. |               |                                       |             |           |                       |                       |
| 5 | 5             | Vatermord am Valentinstag (Patricide) | Al Campbell | Jon Brown | 25. April 2019        | 10. April 2021        |
| Nicky ist endlich in der Lage, seinen Vater – der die Lebensentscheidungen seines Sohnes bisher missbilligt hat – im Spiel zu besiegen, indem er ihn wiederholt dort tötet. Russell begleitet Meg in einen virtuellen Sex-Dungeon. |               |                                       |             |           |                       |                       |
| 6 | 6             | Game Over? (Hive-Mother)              | Al Campbell | Jon Brown | 2. Mai 2019           | 10. April 2021        |
| Darauf haben sie zwei Jahre gewartet: den Tag, an dem sie die Schwarmmutter töten. Das große Ereignis findet jedoch nicht ohne ein Drama in der wirklichen Welt statt, da jeder über die Rolle des Spiels in seinem Leben nachdenkt. Meg kämpft darum, die Grenzen zwischen dem wirklichen Leben und dem Spiel in Bezug auf ihre Anziehungskraft auf Russell beizubehalten. Nicky ist frustriert über dessen Anwesenheit beim Cosplay-Event in der Wohnung, und Usman steht vor einem Ultimatum seiner Frau. |               |                                       |             |           |                       |                       |

### Staffel 2
| Nr.(Gesamt) | Nr.(Staffel) | Titel                                       | Regie             | Drehbuch   | Erstausstrahlung (GB) | Erstausstrahlung (DE) |
| --- | ------------ | ------------------------------------------- | ----------------- | ---------- | --------------------- | --------------------- |
| 7 | 1            | Willkommen in der Hölle, Kids! (Crates)     | Jamie Jay Johnson | Jon Brown  | 26. Januar 2021       | 10. April 2021        |
| Acht lange Monate sind vergangen und das Erweiterungspaket von Kingdom Scrolls ist endlich fertig. Aber die Aufregung und der Hype lassen bei den Spielern bald nach, da das Spiel nun für jüngere Spieler mit anderer Spielkultur interessant wird. Zudem werden spielinterne Einkäufe eingeführt, denen Nicky bald verfällt, was ihn in finanzielle Nöte geraten lässt. |              |                                             |                   |            |                       |                       |
| 8 | 2            | Die tödliche Traumfrau (The Chair)          | Jamie Jay Johnson | Jon Brown  | 26. Januar 2021       | 10. April 2021        |
| Alison macht sich Sorgen um Megs körperliche Gesundheit, da deren Kondition merklich nachlässt. Nicky verkauft seine Spielfigur an Russell, um seiner Sucht nach Einkäufen im Spiel nachkommen zu können. Sein neuer Avatar wird von einer mysteriösen neuen Spielerin namens Daisy als leichte Beute identifiziert. Er beginnt sich für diese Gegnerin zu interessieren. Usman versteckt sich vor seiner Familie in der Garage, um ein paar freie Tage zum Spielen zu haben. |              |                                             |                   |            |                       |                       |
| 9 | 3            | Die Bruderschaft der zwölf Jünger (Mission) | Jamie Jay Johnson | DC Jackson | 2. Februar 2021       | 10. April 2021        |
| Meg versucht, den Handwerker Greg, der einen Boiler in der WG repariert, durch normales Verhalten für sich zu gewinnen. Nicky schließt sich einer Gruppe an, die die neue Spielerin verehren. Als Daisy ihn zu einem Privatchat auffordert, gerät er in Panik. Zur gleichen Zeit sind Meg, Nicky und Usman von einem scheinbar unlösbaren Spiel-Handlungsstrang frustriert. |              |                                             |                   |            |                       |                       |
| 10 | 4            | Raiden oder Kuscheln? (Raid Boss)           | Jamie Jay Johnson | Jon Brown  | 9. Februar 2021       | 10. April 2021        |
| Nachdem Nicky Kontakt zu Daisy gefunden hat, wird er im Spiel von der Gruppe ihrer Verehrer gemobbt. Alison versucht, Megs Beziehung zu Greg zu retten. Usman begibt sich in die Hände eines Therapeuten. |              |                                             |                   |            |                       |                       |
| 11 | 5            | Gesunde Balance (Healthy Balance)           | Jamie Jay Johnson | Jon Brown  | 16. Februar 2021      | 10. April 2021        |
| Meg und Nicky sind außer sich, als sie feststellen, dass eine mit Spannung erwartete Fehlerbehebung den ganzen Abend zum Herunterladen benötigt. Alison kann sie zu einer gemeinsamen Abendgestaltung bewegen, es gelingt ihr, ein reales Treffen zwischen Nicky und Daisy zu organisieren. Greg beendet die Beziehung zu Meg, da ihm ihr Interesse an ihm zu sprunghaft ist. |              |                                             |                   |            |                       |                       |
| 12 | 6            | Retro Reibereien (Flanks/Yams)              | Jamie Jay Johnson | Jon Brown  | 16. Februar 2021      | 10. April 2021        |
| Meg holt aus ihrem Elternhaus die vierzehn Jahre alte, erste Version von Kingdom Scrolls, die sie damals mit Nicky spielte. Zusammen mit dessen Internetbekanntschaft Daisy holen sie eine nicht abgeschlossene Mission nach. Unterstützt werden sie von Usman, der sich bei seiner schwangeren Frau auf der Geburtsstation aufhält. Daisy überfordert ein Streit zwischen Nicky und Meg, und sie beendet daher den Kontakt. Alison wiederum wird von ihrem verheirateten, sie ausnutzenden Geliebten verlassen. Um die Computerspielen ansonsten abgeneigte Alison aufzumuntern, schließen Nicky und Meg gemeinsam mit ihr die fehlende Mission der ersten Spielversion ab. |              |                                             |                   |            |                       |                       |

## Entwicklung
Dead Pixels beruht auf Avatards, das 2016 Teil eines Community-Projekts auf der Website von Channel 4 war und dort noch immer abgerufen werden kann und hat sich seitdem zur Sitcom erweitert. Den Autoren der Serie zufolge wollten diese das Leben in der Computerspieler-Szene ausgewogener darstellen als das Mainstream-Fernsehen, welches nicht den besten Ruf dafür hat, wie „Gamer“ präsentiert werden. Sie hoffen, dies zu tun, indem sie sowohl die lustige, als auch die zum Nachdenken anregende Seite des Spielens und der Spielekultur zeigt. Sowohl der Autor der Serie, Jon Brown, als auch der Regisseur, Al Campbell, wurden als „viel spielende Gamer“ beschrieben.